# Windmill Tump

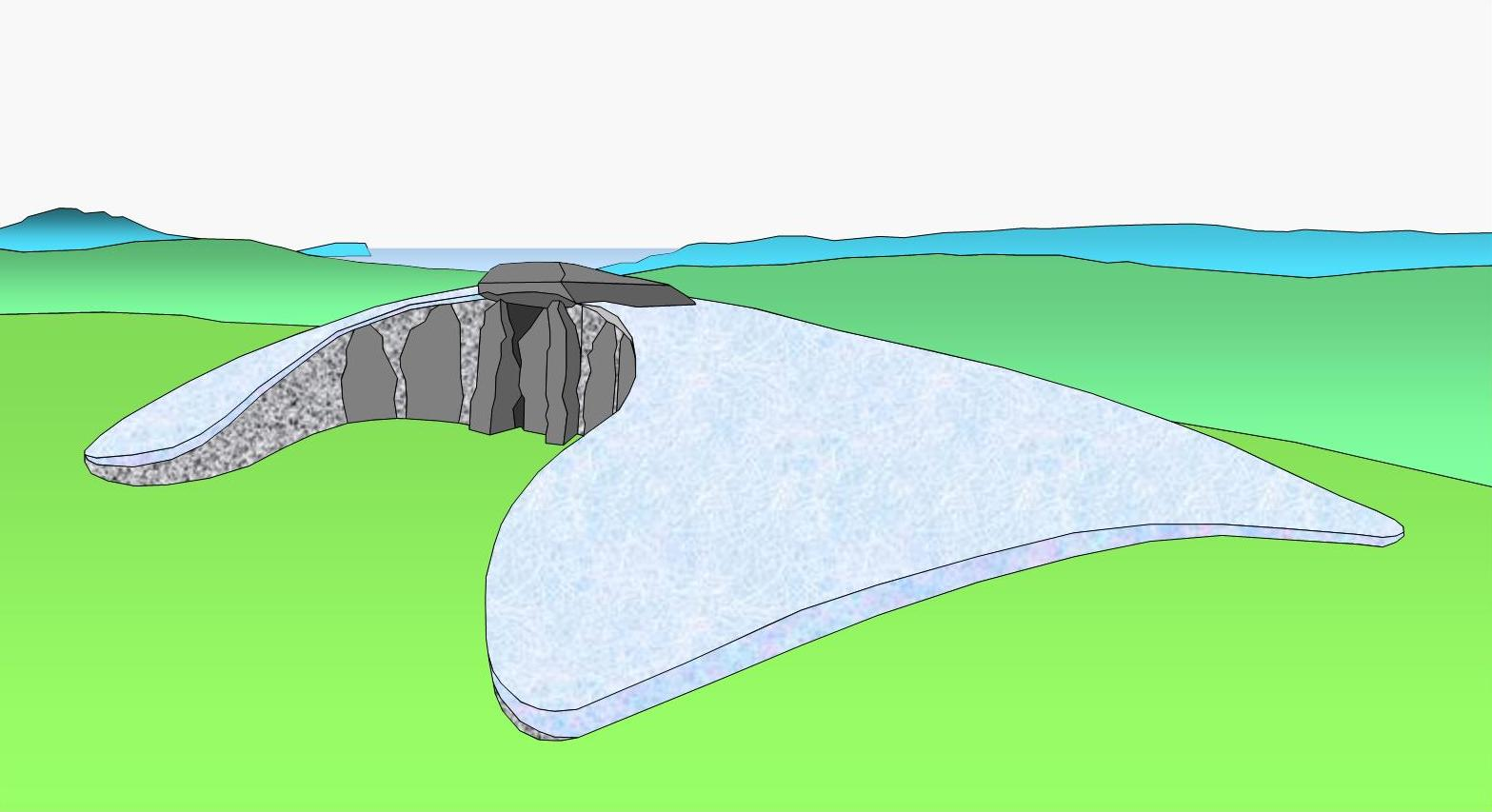
Schema Cotswold Severn Tomb

Windmill Tump (auch Rodmarton Long Barrow genannt) ist ein neolithischer Cairn oder Tumulus südwestlich des Dorfes Rodmarton, südlich der Straße zwischen Cherington und Tarlton in Gloucestershire in England, auf dem Bäume wachsen.

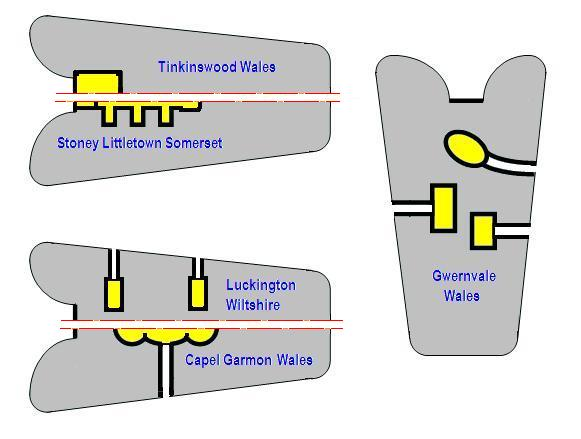
Cotswold Severn Anlagen
Windmill Tump entspricht etwa der Darstellung rechts

Die zwischen 3000 und 2500 v. Chr. entstandene Struktur besteht aus etwa 5.000 Tonnen Stein unter einem Erdhügel. Das west-ost-orientierte Cotswold Severn Tomb ist etwa 21,0 m breit und 60,0 m lang. Die einzig sichtbaren Steine sind der Teil einer Scheintür (englisch false entrance oder false door) an der Ostseite des Hügels. 

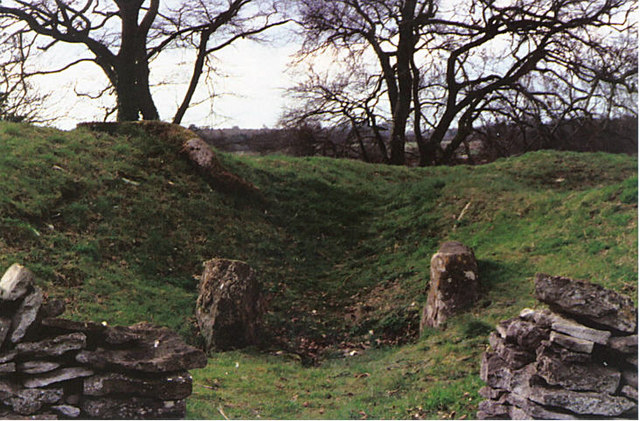
Der Rest der Scheintür im Osten

Grabungen fanden 1863 und 1939 statt, wobei der Hügel restauriert wurde. Der Hügel enthält seitlich, im vorderen Teil, hinter dem falschen Eingang zwei Kammern mit Seelenloch-Zugängen im Norden und Süden. Sie enthielten die Überreste von zehn Erwachsenen und drei Kindern. Tierreste, darunter Eberhauer, Pferdezähne und Rinderknochen, wurden auch entdeckt. Zwei etwa 2,6 m hohe Steine und ein dritter, größerer, dagegen gelehnter Stein, anscheinend in dieser Position platziert, wurden bei der ersten Grabung freigelegt. Diese spezielle Anordnung war ähnlich der von Hügelgräbern in Kilkenny, in Irland und in Cornwall. Der dritte Stein wurde vermutlich als Opferaltar genutzt. Eine weitere Kammer wurde später im Westen im hinteren Teil der Nordseite des Hügels entdeckt. Sie war teilweise in den Untergrund eingeschnitten und über Treppen zugänglich. 
Der Nachweis einer strukturierten Randsteineinfassung und ebenfalls stabilisierender Querwände im Hügel wurde ebenfalls erbracht. Der Hügel ist heute weitgehend von modernem Trockenmauerwerk eingefasst und von einem Holzzaun umgeben.

Windmill Tump aus verschiedenen Richtungen
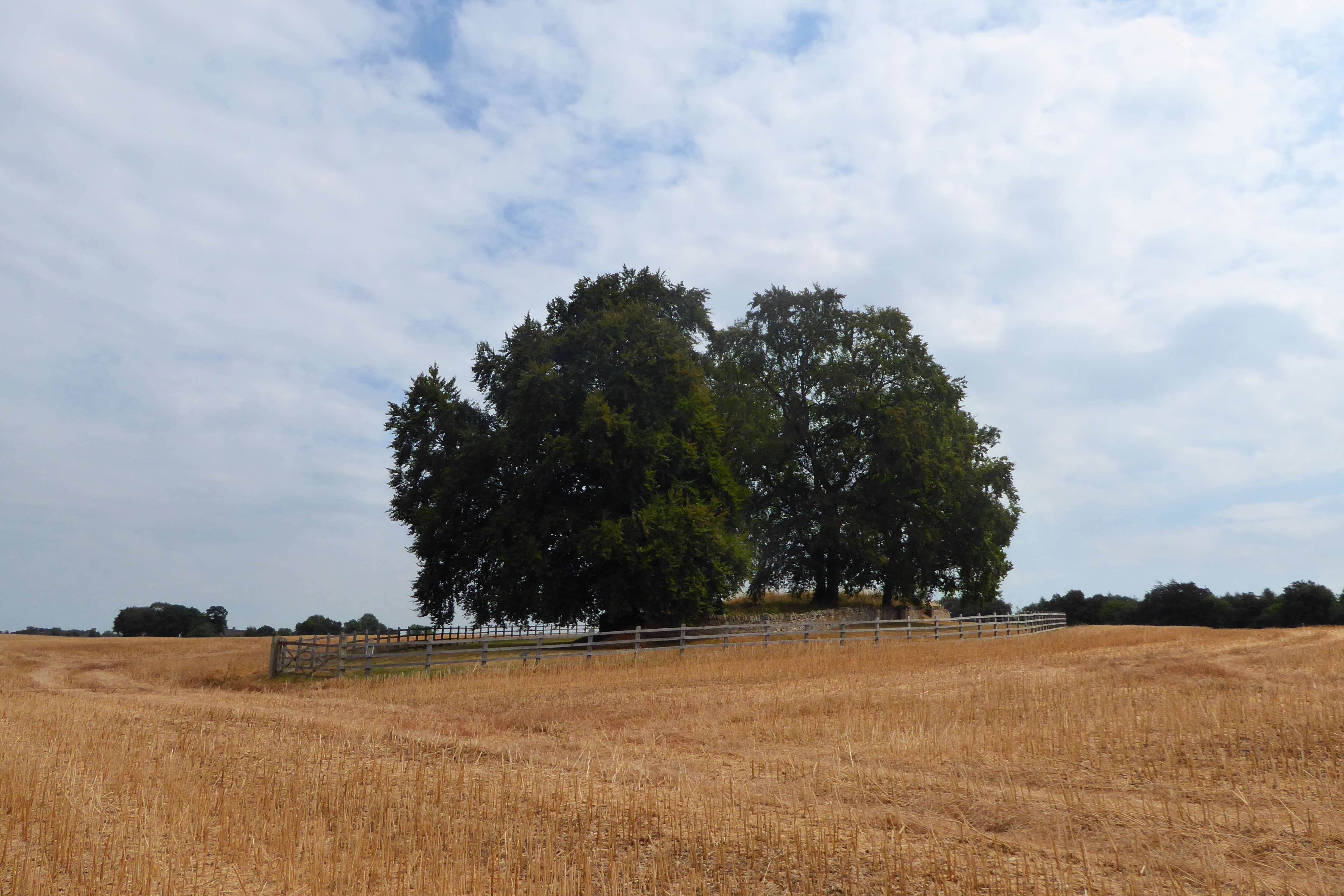
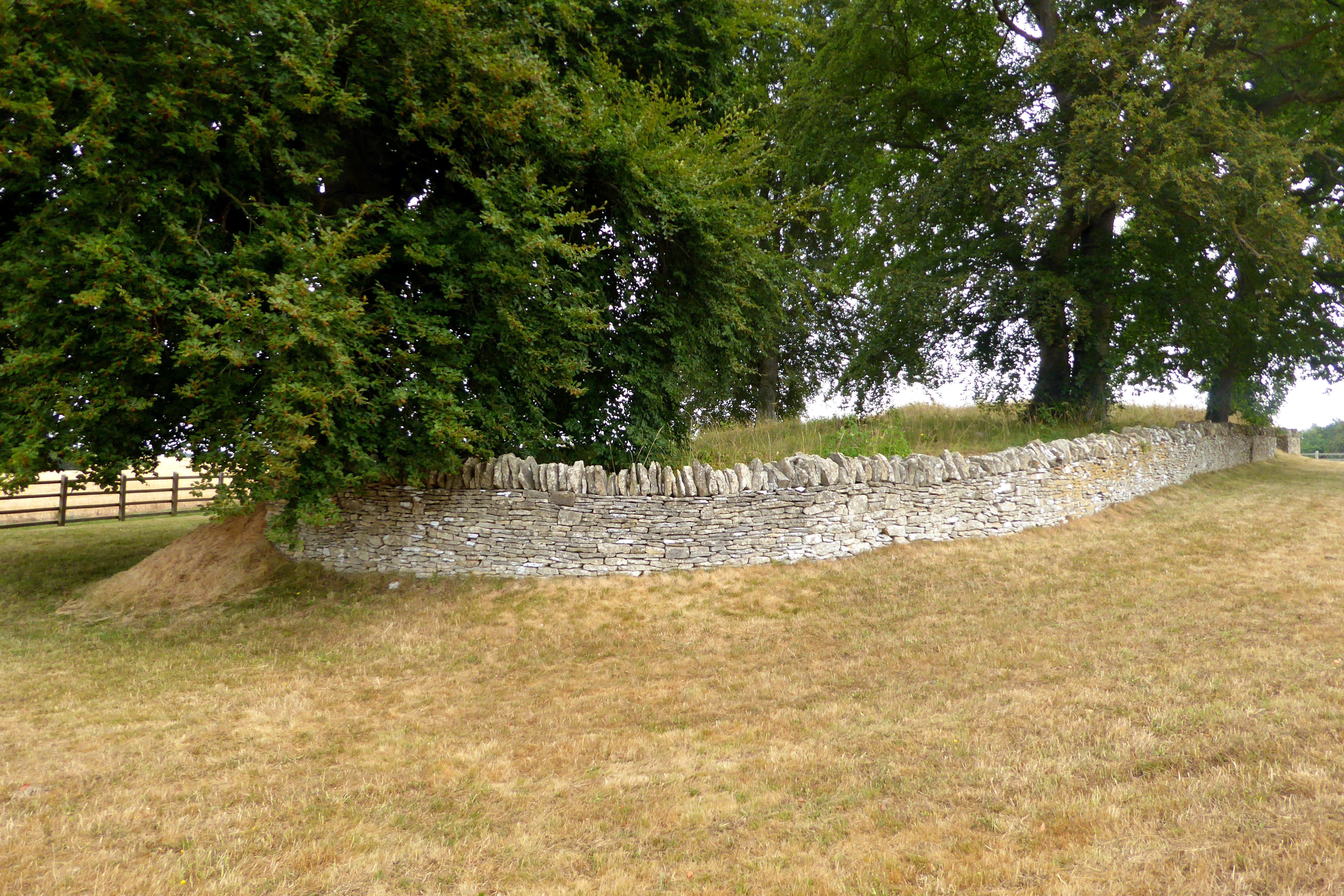
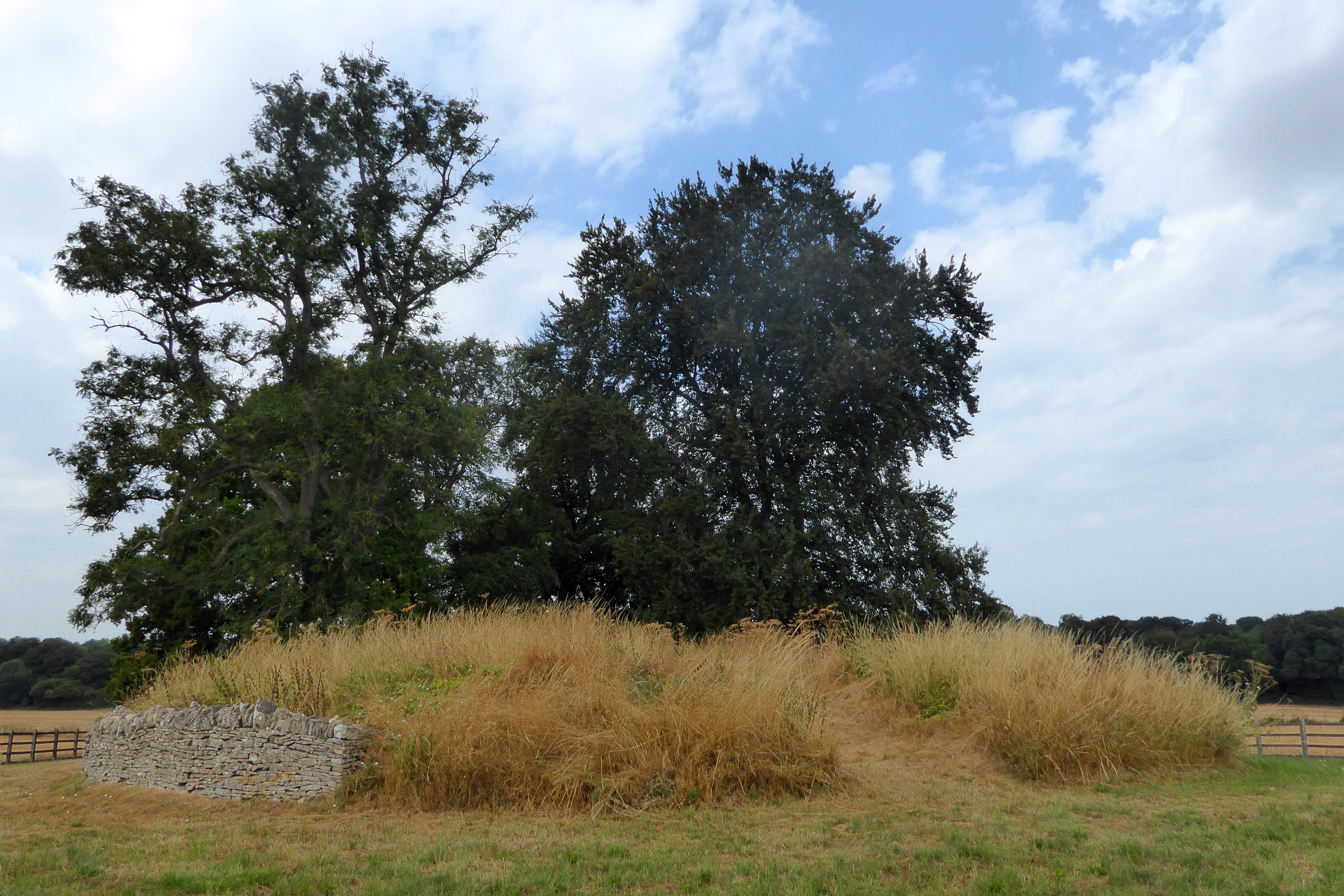